# 살곶이다리
살곶이다리는 조선의 수도인 한성부와 한반도 남동부를 잇는 주요 교통로에 세워진 다리로 강릉·충주 지방을 연결하는 주요 통로였다. 전곶교(箭串橋)라고도 한다. 현존하는 조선 시대 돌다리 중 가장 길다. 살곶이다리는 1420년(세종 2년)에 다리를 짓기 시작해 1483년(성종 14년)에 완공했다.
명칭에 대해서는 '제반교(濟磐橋)', '전곶교', '전관교(箭串橋)' 등 다양한 이름이 있지만 '살곶이다리'나 '전곶교'가 맞고 한자 이름 ‘箭串橋’는 ‘전관교’가 아니라 ‘전곶교’로 읽는 게 옳다고 한다. 1967년 12월 15일 사적 제160호로 지정
 되으나, 2011년 12월 23일 이를 해제하고 보물 제1738호로 지정하였다. 대다수의 석교 문화재가 유형문화재로 지정되어 있고 사적 지정요건인 인물, 역사, 사건 등을 고려해볼 때 유형문화재로서의 성격이 강하므로 사적을 해제하고 보물로 변경 지정하였다.

## 개요
살곶이는 청계천이 중랑천과 만나 한강으로 흘러드는 지역으로, 한양대학교에서 내려다보이는 개울 부근이다. 이곳은 넓고 풀과 버들이 무성하여 조선 초부터 국가의 말을 먹이는 마장(馬場) 또는 군대의 열무장(閱武場)으로 사용된 곳이기도 하였다.
이곳에 다리를 만든 것은 정종과 태종의 잦은 행차 때문이었다. 세종 즉위 후 태종은 광나루에서 매사냥을 즐기고, 살곶이에 있는 낙천정(樂天亭)과 풍양이궁(豊壤離宮)에 수시로 행차하였다. 따라서 이곳의 하천을 안전하게 건너기 위하여 다리를 놓게 되었다고 한다.
세종 2년(1420) 5월 태종은 영의정 유정현(柳廷顯) · 박자청(朴子靑)으로 하여금 비로소 돌다리 세우는 공사를 담당하게 하였으나, 완공을 보지 못하였다. 세종 4년(1422)에 태종이 죽자 이곳을 통한 행차가 거의 없어지고, 또한 세종 3년부터 시작된 도성 안 개천(開川) · 제방축조공사로 인해 도성 밖 이곳까지 신경 쓸 겨를이 없었기 때문이었을 것이다.
그러나 이 길을 이용하는 백성들로 인하여 살곶이다리를 만들 필요성이 다시 제기되어, 성종 6년(1475) 9월 살곶이다리를 완성시킬 것을 양주목(楊州牧)에 명령하였다.
《오주연문장전산고(五洲衍文長箋散考)》에 따르면 성종 13년(1482) 한 승려가 방법을 고안하여 다리를 완공하자, 왕이 이를 치하하고 다리가 집과 같이 평평하여 마치 평지를 걷는 것과 같다 하여 ‘제반교(濟盤橋)’ 라는 이름을 붙였다고 한다.
이렇게 완성된 살곶이다리는 조선 초기에 만들어진 장석판교(長石板橋) 중 가장 큰 규모의 다리로서, 가로로 놓인 기둥이 4열, 세로로 16열에 모두 64개의 돌기둥으로 만들어졌다. 다리 높이는 하상(河上)으로부터 10척 내외이며 기둥의 높이는 4척 가량이다. 좌우의 교안(橋岸)을 장대석(長臺石)으로 쌓고 네모난 돌기둥 교각 16개소를 세웠다. 교각의 간격은 대략 11～13척 정도이며, 돌기둥 위를 3장의 장대석을 건너지른 다음 그 위에 다시 귀틀돌을 놓아 청판돌을 받게 한 구조이다. 기둥돌 아래에는 물밑의 받침돌이 네모난 주춧돌을 지탱하고 있으며, 주춧돌 사이에는 포석을 깔아 기초를 단단히 하였다. 따라서 물이 줄 때는 이 포석 면이 드러나 마치 지금의 잠수교와 같아 ‘이층다리’라고도 불렀다고 한다. 돌기둥은 흐르는 물의 저항을 줄이기 위해 마름모형으로 만들어져 있다. 큰 혹띠기로 표면을 가공하였고 조립할 때 잔돌을 많이 사용하여 뜬 곳을 메꾸었으며 돌난간은 없다
고종 때 경복궁(景福宮)을 중건하면서 살곶이다리의 일부를 가져다가 석재로 썼다고 하지만 확인할 수 없다. 1913년에 다리 윗면을 콘크리트를 사용하여 보수하였으며, 1925년에 서울 지방의 을축년 대홍수로 다리 일부가 물에 떠내려간 채 방치되었다. 그 후 1938년 5월에 이 다리 옆에 성동교가 가설되자 이 다리는 방치된 채 최근까지 내려오게 되었다. 1972년에 서울시가 무너진 다리를 원래의 모습대로 복원하는 과정에서 하천의 폭이 원래보다 넓어져 있었기 때문에, 다리 동쪽에 27ｍ 정도의 콘크리트 교량을 잇대어 증설함으로써 원래의 모양과는 다소 차이가 난다. 2009년 12월 서울시 성동구가 발굴조사를 거쳐 살곶이다리 복원에 나선다고 밝혔다.

## 같이 보기
- 뚝섬

## 참고 문헌
- 서울 살곶이 다리 - 국가유산청 국가유산포털
- 이 문서에는 문화재청에서 공공누리 제1유형으로 배포된 자료를 바탕으로 한 내용이 포함되어 있습니다.

 본 문서에는 서울특별시에서 지식공유 프로젝트를 통해 퍼블릭 도메인으로 공개한 저작물을 기초로 작성된 내용이 포함되어 있습니다.